# Omólio
Omólio är en ort i Grekland.   Den ligger i prefekturen Nomós Larísis och regionen Thessalien, i den centrala delen av landet, 230 km norr om huvudstaden Aten. Omólio ligger 12 meter över havet och antalet invånare är 838.
Terrängen runt Omólio är varierad. Omólio ligger nere i en dal. Runt Omólio är det glesbefolkat, med 14 invånare per kvadratkilometer. Närmaste större samhälle är Leptokaryá, 19,5 km norr om Omólio. I omgivningarna runt Omólio växer i huvudsak blandskog.